# Nógrádmarcal
Nógrádmarcal é um município da Hungria, situado no condado de Nógrád. Tem 19,93 km² de área e sua população em 2015 foi estimada em 498 habitantes.